# Hipposideros sumbae
Hipposideros sumbae — є одним з видів кажанів родини Hipposideridae.

## Поширення
Країни поширення: Індонезія. Цей вид мешкає нижче 1000 м над рівнем моря в печерах і дахах будинків. Комахоїдний і, ймовірно, живе великими колоніями. Не залежить від води.

## Загрози та охорона
Видобуток вапняку становить загрозу для цього виду. Цей вид, можливо, присутній у деяких охоронних територіях.